# Machairoscelis singularis
Machairoscelis singularis is een hooiwagen uit de familie Gonyleptidae.